# 廟頭駅
廟頭駅（びょうとうえき、中文表記: 庙头站）は、中華人民共和国広東省広州市黄埔区黄埔東路と竜頭路の交差点にある広州地下鉄5号線の駅である。駅番号は5/26。

## 歴史
- 2023年12月28日：開業[1]。

## 駅構造
島式ホーム1面2線を有する地下駅。駅の北西側には、雙崗車両基地に接続する2本の引き上げ線が設置されています。

### のりば
| 番線 | 路線    | 行先             |
| ---- | ------- | ---------------- |
| 1    | ■ 5号線 | 黄埔新港方面     |
| 2    | ■ 5号線 | 広州駅・滘口方面 |

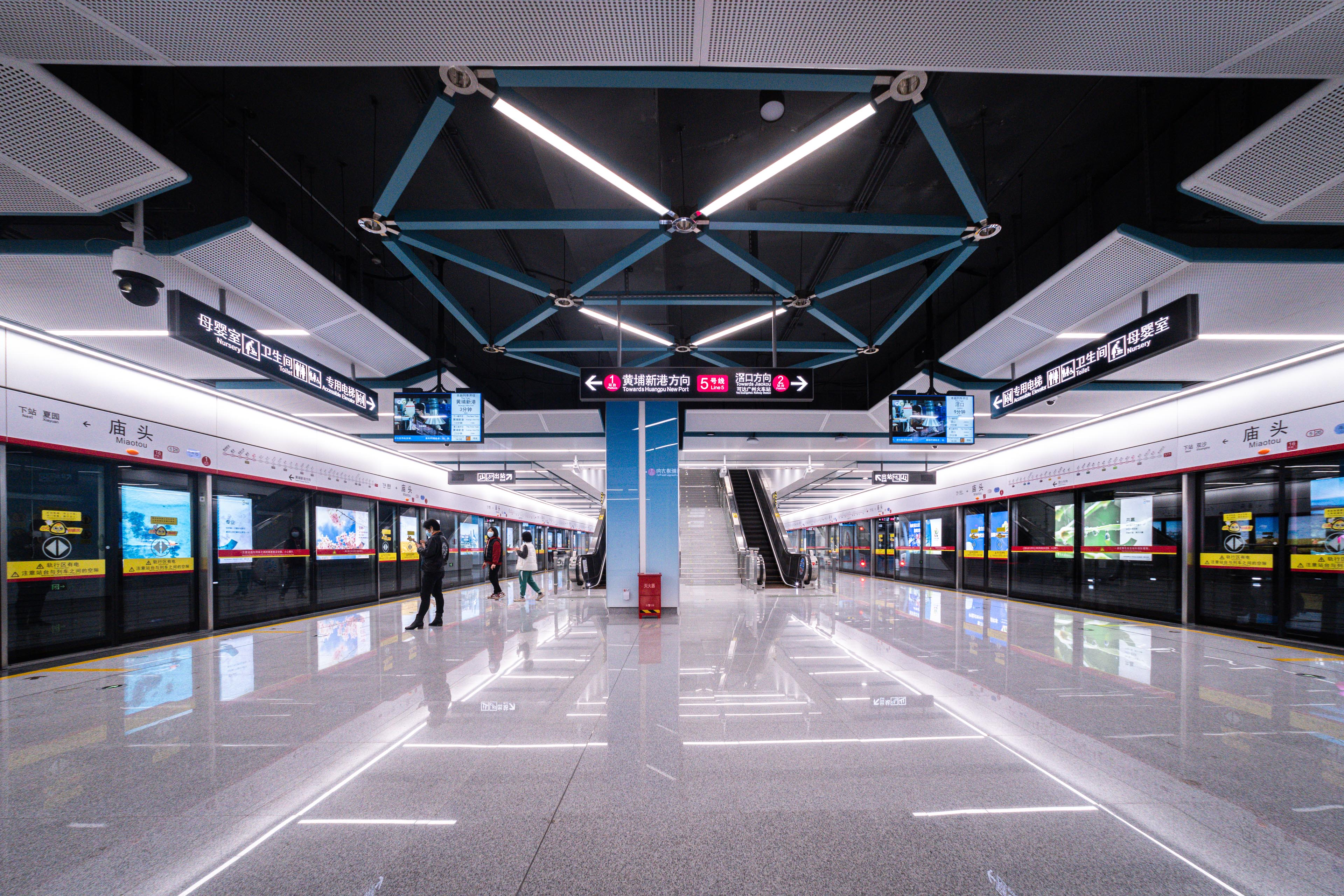
ホーム
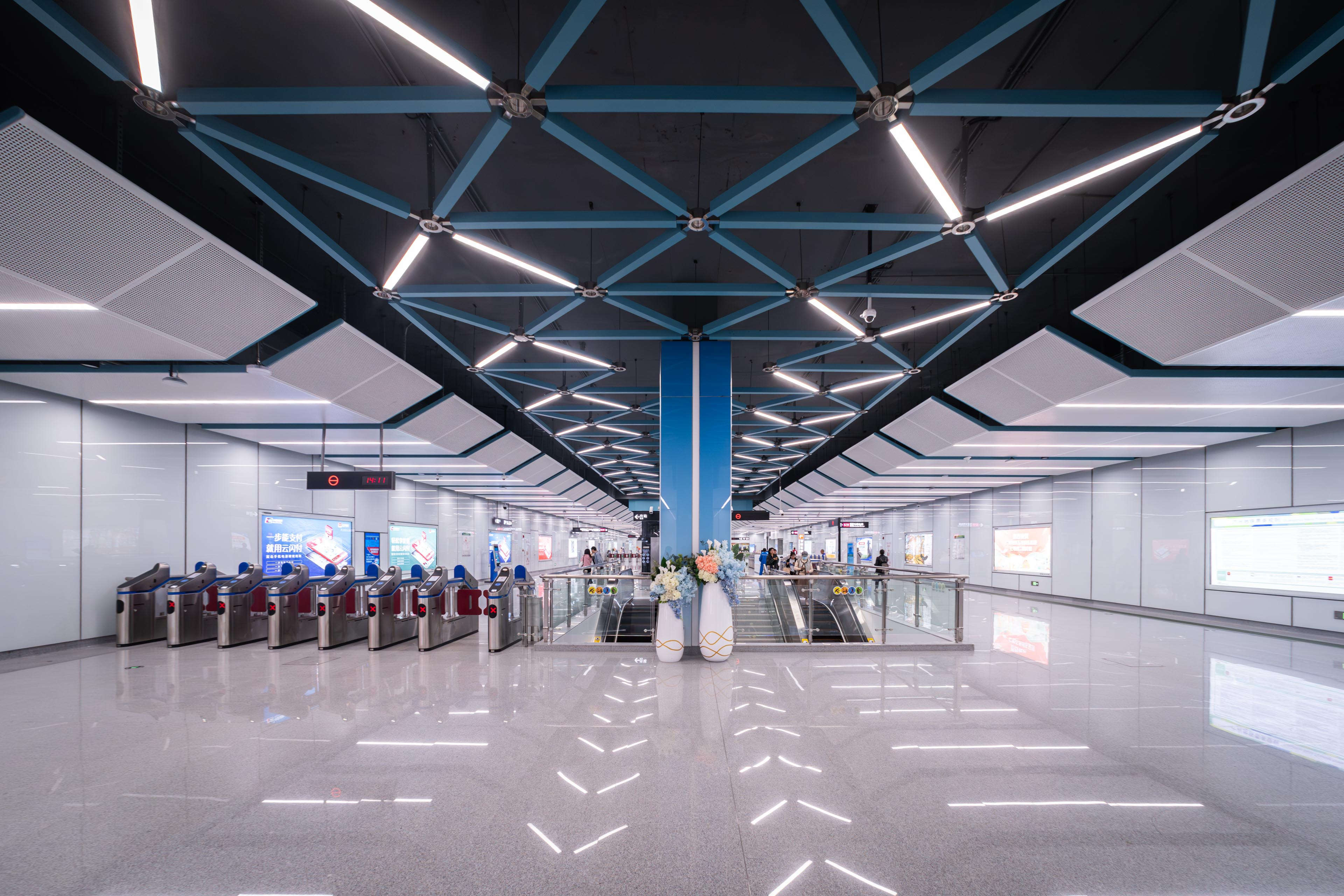
コンコース

## 駅周辺
- 星帆花園
- 廟頭村
- 星悦峰

## 隣の駅
広州地下鉄
■ 5号線
双沙駅 525 - 廟頭駅 526 - 夏園駅 527